# دوري آيسلندا الممتاز 1978
دوري آيسلندا الممتاز 1978 (بالآيسلندية: 1. deild karla í knattspyrnu 1978) هو الموسم 67 من  دوري آيسلندا الممتاز. أقيم خلال الفترة 13 مايو 1978 وحتى 10 سبتمبر 1978، والذي يشرف على تنظيمه اتحاد آيسلندا لكرة القدم، وكان عدد الأندية المشاركة فيه  10، وفاز فيه نادي فالور.